# الجامعة الأهلية
الجامعة الأهلية هي أول جامعة خاصة يرخص لها بالعمل في مملكة البحرين وذلك بموجب قرار مجلس الوزراء رقم 1636-03 الصادر بتاريخ 21 مارس 2001م. وهي جامعة مستقلة أسسها ويشرف على إدارتها القطاع الخاص.

## نبذة
ساهم في تأسيس الجامعة مجموعة من أبناء البحرين والسعودية والكويت من المعروفين بمساهماتهم في النواحي العلمية والثقافية والاقتصادية.
وارتبطت الجامعة منذ بدايتها الأولى باتفاقية تعاون فني وأكاديمي مع جامعة برونيل البريطانية وذلك لضمان توفير الخبرات والمهارات والكفاءات العلمية وكافة المتطلبات الأساسية اللازمة للاعتمادية العالمية.

## الكليات والبرامج الدراسية
يوجد في الجامعة الأهلية أربع كليات ومركز للدراسات الإنسانية والاجتماعية، وهي كلية العلوم الرياضية وتكنولوجيا المعلومات، وكلية العلوم الإدارية والمالية، وكلية العلوم الطبية والصحية، وكلية الآداب والفنون.
يقوم مركز الدراسات الإنسانية والاجتماعية بتقديم جميع البرامج التعليمية والثقافية العامة.

## وصلات خارجية
- الموقع على الإنترنت